# Luiza Neto Jorge
Luiza Neto Jorge (nascida Maria Luísa Neto Jorge, Lisboa, 10 de Maio de 1939 — Lisboa, 23 de Fevereiro de 1989) foi uma tradutora e poetisa portuguesa.

## Biografia

### Infância e juventude
Maria Luísa Neto Jorge nasceu em São Sebastião da Pedreira, Lisboa, a 10 de Maio de 1939, numa família burguesa. Ainda na infância os pais separaram-se, tendo ido primeiro viver com o pai na antiga freguesia de Anjos, e depois com a mãe, na zona do Chiado.
Devido a problemas de saúde, atrasou-se nos estudos, e aos dezoito anos matriculou-se na Faculdade de Letras da Universidade de Lisboa, no curso de Filologia Românica, que não chegou a concluir, embora tenha tirado o bacharelato. Durante a sua estadia na universidade, integrou-se no movimento estudantil de ideais de esquerda, e fez parte do Grupo de Teatro de Letras, que ajudou a fundar, e onde conheceu o futuro poeta Gastão Cruz.
Esteve na faculdade até aos princípios da década de 1960, quando casou com o escritor António Barahona da Fonseca. O casal mudou-se para o Algarve, onde residiu como hóspede de Gastão Cruz. Em 1960 publicou o seu primeiro livro, Noite Vertebrada.

### Carreira profissional e artística
Luísa Neto Jorge começou a sua carreira como professora no ano lectivo de 1961 para 1962, no Liceu de Faro. Naquela cidade, fez parte de um grupo de artistas que se reunia no Café Aliança, e que era frequentado especialmente por escritores e poetas, como José Afonso, Gastão Cruz, Casimiro de Brito e António Ramos Rosa. Nessa altura, publicou a sua primeira obra, A Noite Vertebrada, e colaborava na revista Poesia 61. Foi considerada a personalidade de maior destaque do grupo de poetas que se reuniu em torno do movimento Poesia 61, no âmbito do qual publicou a obra Quarta Dimensão.
O casamento com António Barahona só durou cerca de dois anos, tendo este partido para Moçambique e Luísa Neto Jorge para Paris. Na capital francesa, continuou a escrever enquanto trabalhava, tendo algumas das suas obras de poesia sido publicadas em Portugal. Regressou a território nacional durante algumas vezes durante a sua estadia em França, embora só tenha voltado de forma definitiva a Portugal cerca de oito anos depois. Em 1969 publicou a colectânea Dezanove Recantos , que foi principalmente inspirada na cidade de Silves, no Algarve. Passou a viver com Manuel João Gomes (Coimbra, 1948 - 2007), tradutor, escritor, actor e crítico teatral com quem teve o seu único filho, Dinis, nascido em 1973, e com quem se casaria em 1987. Nesse ano publicou a obra Sítios Sitiados. Embora não tenha deixado uma grande obra escrita, foi uma das mais conhecidas autoras portuguesa nas décadas de 1960 a 1980, tendo vários dos seus livros sido traduzidos em vários idiomas, e publicada na maior parte das antologias de poesia portuguesa contemporânea.[carece de fontes?] Salvo poemas avulsos em algumas publicações, como é o caso da revista Colóquio-Letras, não publicou nenhum livro nos últimos dezasseis anos de vida.[carece de fontes?]
Após o seu falecimento, a família publicou várias obras em seu nome, baseadas em rascunhos deixados pela autora. Em 1993, foi coligida a obra completa.[carece de fontes?] Começou a trabalhar como tradutora, tendo trabalhado nas obras de Paul Verlaine, Marguerite Yourcenar, Boris Vian, Paul Éluard, Marquês de Sade, Goethe (Fausto]), Jean Genet, Witold Gombrowicz, Apollinaire, Karl Valentin, Garcia Lorca, Ionesco, Oscar Panizza, entre outros. Destacou-se nesta actividade, tendo recebido o prémio de tradução do PEN Clube Português pela sua interpretação da obra Morte a Crédito de Louis-Ferdinand Céline.
Também trabalhou na adaptação de textos para o teatro, baseada em obras de vários autores, incluindo Denis Diderot.
Auxiliou vários cineastas nacionais na produção de diálogos para filmes, incluindo Paulo Rocha e Solveig Nordlund, elaborou os argumentos de Os Brandos Costumes, de Alberto Seixas Santos, em 1975, e fez assistência literária em Relação Fiel e Verdadeira, de Margarida Gil, em 1989. Destacou-se igualmente como artista plástica em desenho e cerâmica, e especialmente em pintura, tendo feito exposições no Círculo de Artes Plásticas, entidade onde também foi directora. Também fez várias ilustrações para capas de livros.

### Morte
Luíza Neto Jorge morreu em 23 de Fevereiro de 1989, na cidade de Lisboa, vítima de uma doença pulmonar.

## Homenagens
O nome de Luísa Neto Jorge foi colocado em ruas nas localidades de Leça da Palmeira, Carnaxide, Famões e Lisboa, numa escola básica em Marvila, na cidade de Lisboa e ainda numa Praça na Freguesia da Brandoa.

## Obras
Entre as suas obras encontram-se:
- A Noite Vertebrada (1960)
- Quarta Dimensão
- Terra imóvel : poemas  (1964)
- O Seu a Seu Tempo
- Dezanove recantos : epopeia sumária (1969)
- Os sítios sitiados (1973), poesia
- A lume (1989)
- Poesia : 1960-1989 : os sítios sitiados : a lume : dispersos (1993) [19]
- Par le feu (1996)
- Corpo insurrecto e outros poemas (2008)
- Poesia traduzida (2011)